# Cerkiew św. Paraskewy w Hołuczkowie
Cerkiew św. Paraskewy w Hołuczkowie - drewniana filialna cerkiew greckokatolicka, znajdująca się w Hołuczkowie, w gminie Tyrawa Wołoska.
Cerkiew włączono do podkarpackiego Szlaku Architektury Drewnianej.

## Historia obiektu
Cerkiew została zbudowana w 1858 przez miejscowego cieślę Konstiantyna Melnyka. W roku 1912 cerkiew została przebudowana, a w 1969 remontowana. Cerkiew należała do parafii greckokatolickiej w Tyrawie Solnej. Od 1946 cerkiew służy jako filialny kościół rzymskokatolicki.

## Architektura i wyposażenie
Cerkiew prezentuje typ budownictwa ludowego o skromnym programie architektonicznym w duchu klasycystycznym. Jest to cerkiew o konstrukcji zrębowej, trójdzielna, o prezbiterium zamkniętym trójbocznie, z dwoma zakrystiami. Dach dwuspadowy, z wieżyczką z sygnaturką. Wieża o konstrukcji słupowej z przedsionkiem w przyziemiu, przykryta dachem namiotowym z hełmem.
Wewnątrz cerkwi znajduje się kompletny ikonostas pochodzący z okresu budowy cerkwi, o wystroju późnobarokowym.

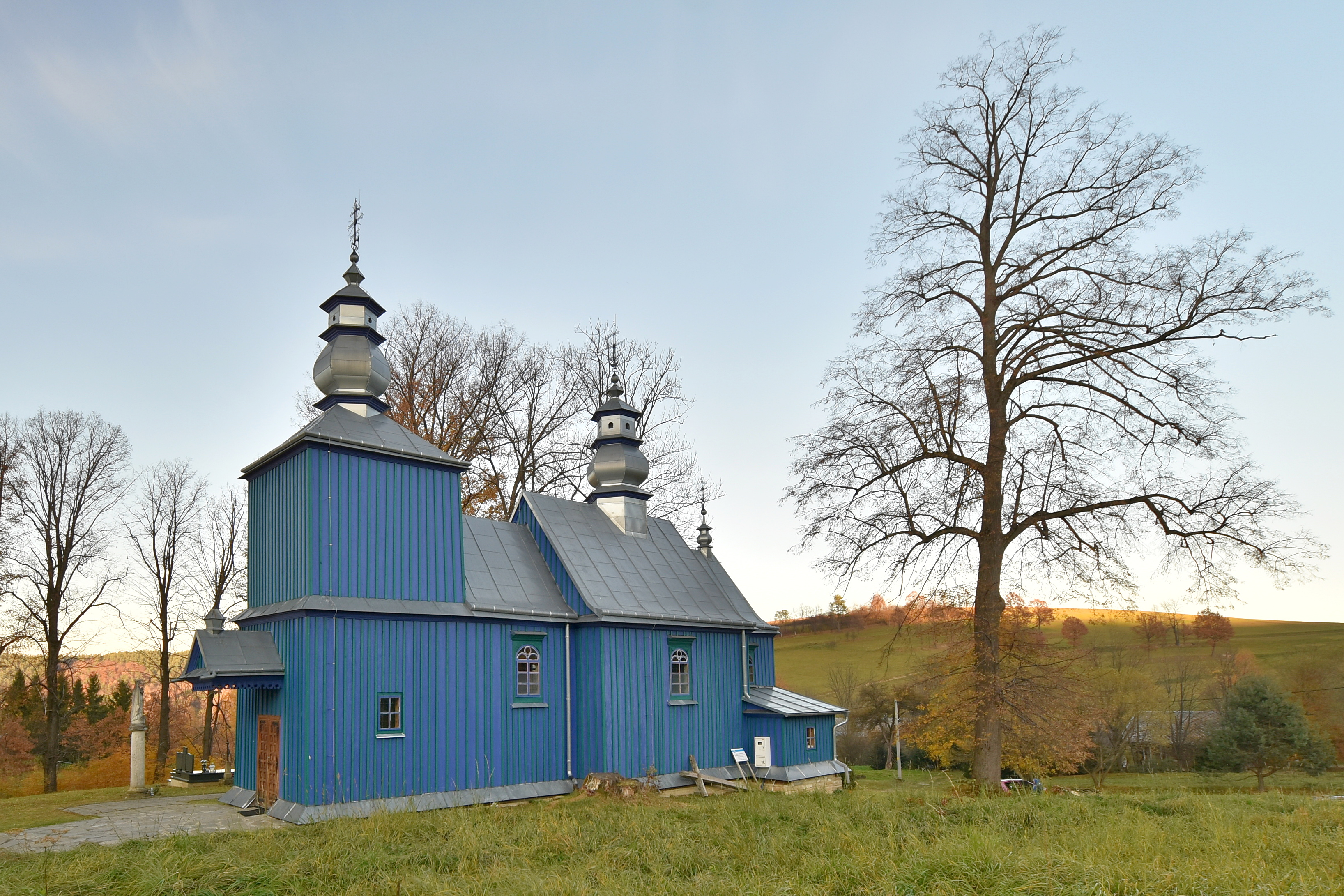
Elewacja frontowa
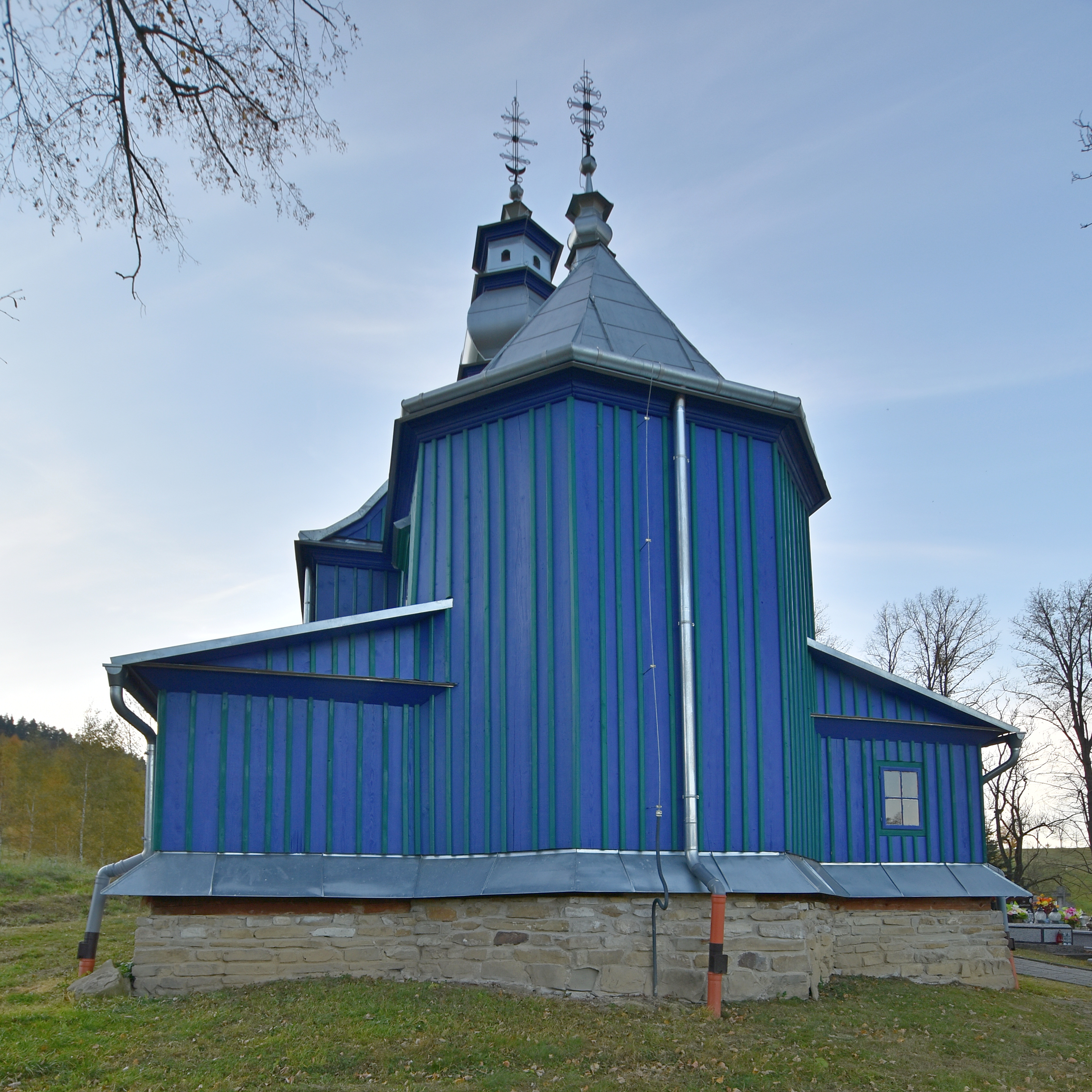
Widok od strony prezbiterium
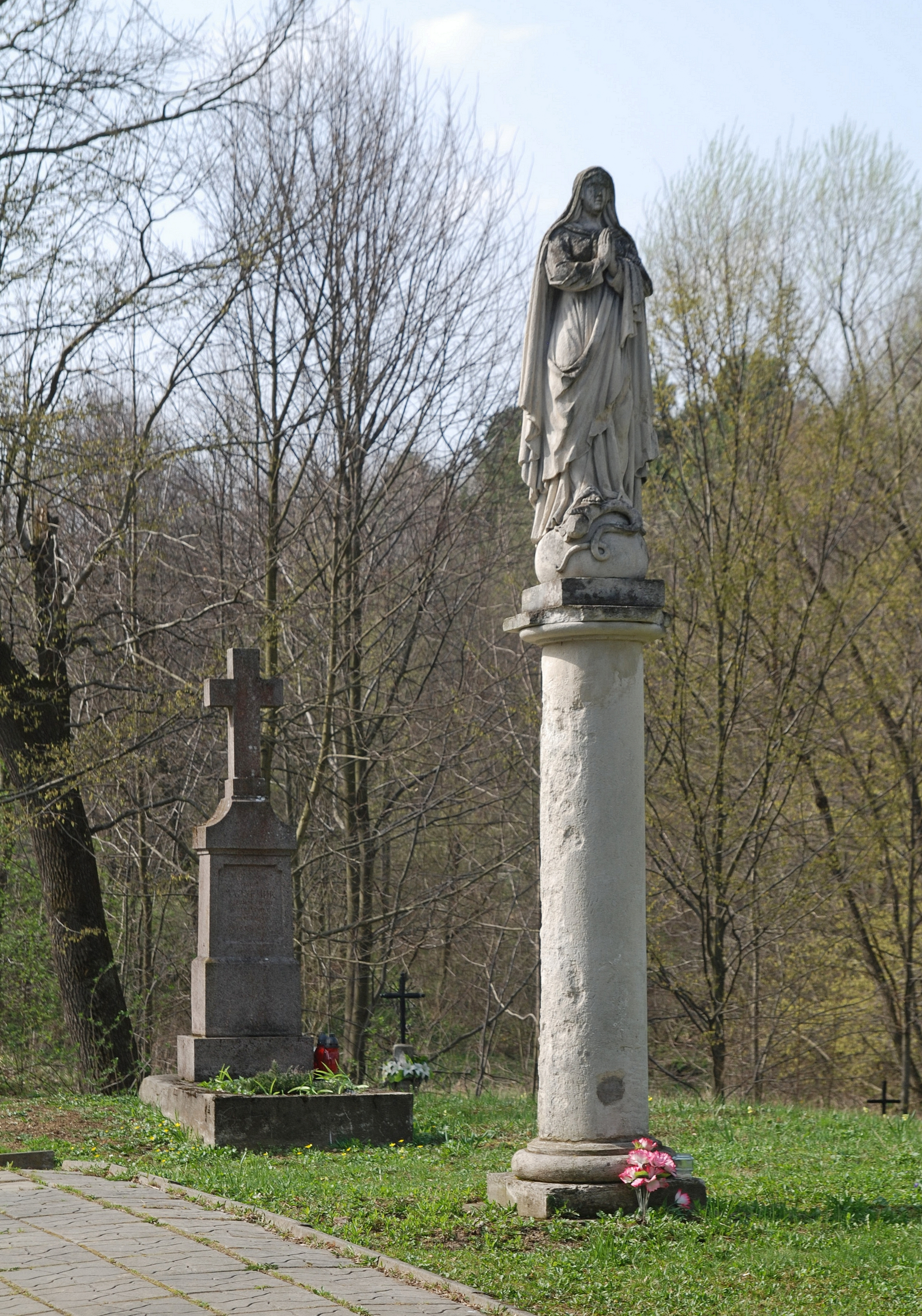
Otoczenie

## Otoczenie
Obok cerkwi znajduje się cmentarz parafialny z kilkunastoma kamiennymi nagrobkami oraz rzeźba modlącej się Matki Boskiej na kolumnie. Cmentarz został odremontowany w 2008 przez Stowarzyszenie Dziedzictwo Mniejszości Karpackich, przy współpracy Stowarzyszeń Magurycz i Jeden Świat.
Około 500 metrów za cerkwią znajduje się drugi, opuszczony cmentarz greckokatolicki.